# Cuaenlairat de Hartlaub
El cuaenlairat de Hartlaub (Cercotrichas hartlaubi) és una espècie d'ocell de la família dels muscicàpids (Muscicapidae) pròpia de l'Àfrica central i el nord de la regió dels Grans Llacs d'Àfrica. Habita les sabanes humides i zones de matoll. El seu estat de conservació es considera de risc mínim.
El nom específic de Hartlaub fa referència Karl Johann Gustav Hartlaub (1814-1900), ornitòleg i col·leccionista alemany.